# Rock Aid Armenia
Rock Aid Armenia, précédemment connu sous le nom de Life Aid Armenia, est une initiative humanitaire de l'industrie musicale britannique visant à collecter des fonds pour aider les victimes du tremblement de terre de 1988 en Arménie.

## Interprètes (Life Aid Armenia)
Le premier projet est attribué à Life Aid Armenia et consiste en une reprise de What's Going On de Marvin Gaye. 
Les interprètes ayant participé sont :
- Aswad ;
- Errol Brown ;
- Richard Darbyshire ;
- Gail Ann Dorsey ;
- Boy George ;
- David Gilmour ;
- Nick Heyward ;
- Mykael S. Riley & the Reggae Philharmonic Orchestra ;
- Labi Siffre ;
- Helen Terry (en) ;
- Ruby Turner (en) ;
- Elizabeth Westwood (en).

## Interprètes (Rock Aid Armenia)
Le deuxième projet porte le nom de Rock Aid Armenia et utilise un réenregistrement de la chanson Smoke on the Water du groupe Deep Purple, avec des chanteurs différents à chaque couplet. Le single est entré dans le top 40 britannique, atteignant la 39e place le 24 décembre 1989. Le titre est enregistré par un groupe d'élite de musiciens contemporains de rock progressif, de hard rock et de heavy metal qui se sont réunis dans les studios historiques Metropolis dans le quartier Chiswick, à Londres. L'enregistrement a commencé le 8 juillet 1989 et a été effectué au cours de cinq sessions différentes.
Les musiciens de rock qui ont participé à l'enregistrement de la chanson sont les suivants :
- Chris Squire (Yes) : basse
- Roger Taylor, Brian May et Paul Rodgers (Queen) : respectivement batterie, guitare et chant
- Tony Iommi (Black Sabbath) : guitare
- Ian Gillan et Ritchie Blackmore (Deep Purple) : respectivement chant et guitare
- Keith Emerson (Emerson, Lake & Palmer) : claviers
- David Gilmour (Pink Floyd) : guitare
- Geoff Downes (Asia) : claviers
- Bruce Dickinson (Iron Maiden) : chant
- Bryan Adams : chœurs
- Alex Lifeson (Rush) : guitare

## The Earthquake Album
Parmi les réussites du projet Rock Aid Armenia, figurent également la compilation The Earthquake Album — qui a été le premier album caritatif britannique à devenir disque d'or — et le clip vidéo The Earthquake Video qui l'accompagne. La compilation est sortie le 31 mars 1990 au Royaume-Uni.
La compilation comprend la chanson du projet, intitulée ici Smoke on the Water '90, ainsi que des chansons précédemment enregistrées par, entre autres, Pink Floyd, Bon Jovi, Iron Maiden, Led Zeppelin, Emerson, Lake & Palmer, Gary Moore, Black Sabbath, Asia, Mike and the Mechanics, Rush, Deep Purple, Foreigner, Yes, Whitesnake.

### Liste des chansons
| 1.  | Smoke on the Water '90     | Rock Aid Armenia       | 4:07 |
| 2.  | All Right Now              | Free                   | 4:15 |
| 3.  | The Spirit of Radio        | Rush                   | 4:58 |
| 4.  | Since You Been Gone        | Rainbow                | 3:18 |
| 5.  | Headless Cross             | Black Sabbath          | 5:03 |
| 6.  | Turn It On Again           | Genesis                | 3:45 |
| 7.  | Owner of a Lonely Heart    | Yes                    | 4:27 |
| 8.  | Fanfare for the Common Man | Emerson, Lake & Palmer | 2:57 |
| 9.  | Fool for Your Loving       | Whitesnake             | 4:17 |
| 10. | Heat of the Moment         | Asia                   | 3:50 |
| 11. | We Built This City'        | Starship               | 4:51 |
| 12. | Jukebox Hero               | Foreigner              | 4:05 |
| 13. | Run to the Hills           | Iron Maiden            | 3:54 |
| 14. | Black Night                | Deep Purple            | 3:27 |
| 15. | Silent Running             | Mike + The Mechanics   | 4:09 |

### Certifications
| Région                                | Certification | Ventes/Streams |
| ------------------------------------- | ------------- | -------------- |
| Royaume-Uni (BPI)                     | Or            | 100 000^       |
| ^Mise en rayon selon la certification |               |                |